# Liste der Vertriebenendenkmale in Nordrhein-Westfalen (A–G)
Diese Liste der Vertriebenendenkmale in Nordrhein-Westfalen (A–G) verzeichnet die Vertriebenendenkmale in Nordrhein-Westfalens Städten und Gemeinden von Aachen bis Gummersbach. Zu den übrigen siehe Liste der Vertriebenendenkmale in Nordrhein-Westfalen (H–W).

## Historischer Hintergrund
- Ostgebiete des Deutschen Reiches
- Flucht und Vertreibung Deutscher aus Mittel- und Osteuropa 1945–1950

## Liste
| Bild                                            | Ort                | Lage | Jahr      | Beschreibung |
| ----------------------------------------------- | ------------------ | --- | --------- | --- |
| 0                                               | Aachen             | Parkanlage zwischen Casino und Knappschaft in der Monheimsallee, Gedenkstein                                                                                           | 1950      | |
| 0                                               | Aachen             | Königsberger Straße, Bronzetafel | 1978      | Abgetrennte Ostgebiete mit Tilsit, Königsberg, Danzig, Marienburg, Kolberg, Stettin, Breslau, Waldenburg, Glatz, St. Annaberg, Gleiwitz |
|                                                 | Aachen             | Erinnerungstafel Reichsstraße 1 |           | |
| 0                                               | Ahaus              | Torbogen des Amtsgerichts, Bronzetafel | 1951      | „Gewidmet dem Ritter Johann II. von Diepenheim Edlen der Herrschaft Ahaus, gefallen auf der Walstatt bei Liegnitz am 2. April 1241. Die Ostvertriebenen des Kreises Ahaus. Tag der Heimat, 5. August 1951.“ |
| 0                                               | Ahlen              | Bronzeplastik in der 1956 erbauten Vertriebenensiedlung | 1995      | Mutter mit zwei Kindern, Wappen von Pommern, Danzig, Niederschlesien, Oberschlesien, Sudetenland, Brandenburg, Ostpreußen, Westpreußen |
|                                                 | Altena             | Heldengedenkstätte auf dem Klusenberg, Mahnmal mit Ostlandkreuz | 1958      | |
| 0                                               | Altenbeken         | Erinnerungsstätte im Rathaus, Wappen von Ostpreußen, Westpreußen, Danzig, Pommern, Schlesien, Oberschlesien, Sudetenland                                               | 1989      | |
| Anröchte                                        | Anröchte           | Hauptstraße neben dem Rathaus, Gedenkstein | 1954      | „Patenschaft 1954 Anröchte–Wünschelburg.“ Radków |
| 0                                               | Arnsberg           | Gedenktafel der Landsmannschaft der Deutschen aus Litauen |           | |
|                                                 | Ascheberg          | Rathauseingang, Gedenkstein für 40 Jahre Heimattreffen Langenöls in Ascheberg                                                                                          | 1986      | |
|                                                 | Bad Driburg        | Gedenkstein Ecke Konrad-Adenauer-Straße / Caspar-Heinrich-Straße |           | „Breslau Königsberg Berlin“ |
| 0                                               | Bad Honnef         | Ehrenmal für die Gefallenen in Aegidienberg, Gedenktafel Krummöls im Landkreis Löwenberg in Schlesien Lubomierz                                                        |           | |
| 0                                               | Bad Laasphe        | Gedenkkreuz vor der Friedhofskapelle |           | |
| 0                                               | Bad Lippspringe    | Erinnerungsstätte im Rathaus, Wappen von Ostpreußen, Westpreußen, Danzig, Pommern, Schlesien, Oberschlesien und Sudetenland                                            | 1989      | |
| 0                                               | Bad Oeynhausen     | Friedhof Eidinghausen, Gedenkkreuz | 1950/1995 | „Fern doch treu.“ – „Die Ostvertriebenen in Eidinghausen-Werste.“ |
| 0                                               | Bad Wünnenberg     | Erinnerungsstätte im Rathaus von Fürstenberg (Westfalen): Wappen von Ostpreußen, Westpreußen, Danzig, Pommern, Schlesien, Oberschlesien, Sudetenland                   | 1989      | |
| 0                                               | Bergheim           | Gedenkstein |           | „Zum Gedenken an die Opfer von Flucht und Vertreibung.“ |
|                                                 | Bergisch Gladbach  | Gedenkstein der Vertriebenen mit neun Wappen der Vertreibungsgebiete                                                                                                   | 1956      | |
|                                                 | Bergisch Gladbach  | Glasmalerei mit Schlesischem Adler im Kreishaus | vor 1957  | „Glasmosaik aus den Süßmuth Glaswerkstätten, früher Penzig Kreis Görlitz, heute Immenhausen Bez. Kassel. Erworben 1957 anläßlich der Begründung der Patenschaft des Rheinisch Bergischen Kreises und der Stadt Bergisch-Gladbach für Stadt und Landkreis Görlitz Ost.“ Zgorzelec, Landkreis Görlitz (Schlesien), Rheinisch-Bergischer Kreis |
| 0                                               | Bielefeld          | Eingang der Bezirksverwaltung Brackwede, Gedenktafel | 1996      | „Zum Gedenken an die Vertreibung der Deutschen aus ihrer Heimatstadt Wansen in Schlesien am 7. August 1946. Heimatgemeinde Wansen in der Patenstadt Bielefeld. August 1996.“ Wiązów |
|                                                 | Bielefeld          | Sennefriedhof, Vertriebenenmahnmal, Wappen von Ostpreußen, Danzig, Westpreußen, Pommern, Ostbrandenburg, Schlesien, Oberschlesien, Sudetenland                         | 1956/1999 | „Den Toten unserer ostdeutschen Heimat.“ – „14,5 Millionen Menschen wurden nach Kriegsende 1945 grausam aus ihrer Heimat vertrieben. Dabei ließen 2,5 Millionen ostdeutsche Kinder, Frauen und Männer durch fremde Gewalteinwirkung ihr Leben. Vergesst uns nicht! Kreisvereinigung ostdeutscher Landsmannschaften im Bund der Vertriebenen in Bielefeld. Anno 1999.“ |
| 0                                               | Bielefeld          | Bürgerpark (Bielefeld) an der Rudolf-Oetker-Halle, Gumbinner Elch von Hans Martin Ruwoldt, Patenschaft Gussew                                                          | 1961      | |
| 0                                               | Bielefeld          | Ziegelstraße, Skulptur einer Flüchtlingsfamilie, an der Hauswand Wappen von Bielefeld, Ostpreußen, Pommern, Schlesien, Sudetenland, Oberschlesien, Danzig, Westpreußen | 1953/54   | „Vor uns neuer Strand, in uns Heimatland.“ |
| 0                                               | Bielefeld          | Ecke Schneidemühler Straße / Glatzer Straße in Stieghorst, Gedenktafel                                                                                                 | 1980/1992 | |
| 0                                               | Bielefeld          | Entfernungsstein |           | „Schneidemühl 620 km.“ Piła |
| 0                                               | Bielefeld          | Gedenktafel in St. Jodokus | 1998      | „Im Raum Bielefeld endete 1945 – wie in mehreren anderen Regionen - die Vertreibung von Bewohnern unserer unvergessenen Heimatstadt Bad Reinerz, Grafschaft Glatz / Schlesien. Wir danken für die Aufnahme in Westdeutschland. Wir gedenken aller Opfer des Krieges und der Vertreibung. Die Gemeinschaft der Bad Reinerzer.“ Duszniki-Zdrój |
| 0                                               | Bochum             | Neidenburger Straße, Gedenkstein | 1953      | „Kreis Neidenburg, Stadt Bochum, schicksalhaft verbunden 8. Mai 1953.“ Kreis Neidenburg |
|                                                 | Bonn               | Stresemannufer bei der Beethovenhalle, Gedenkstein mit Patenschaftsbäumen der Stadt Bonn                                                                               | 1972      | MECKLENBURG Schwerin – POMMERN Greifswald, Stettin, Stolp, Stralsund – WESTPREUSSEN DANZIG Zoppot – OSTPREUSSEN Königsberg, Allenstein – SCHLESIEN Breslau, Gleiwitz, Oppeln – SUDETENLAND Reichenberg – SACHSEN Chemnitz, Dresden, Leipzig – THÜRINGEN Weimar – PROV. SACHSEN Halle – ANHALT, MARK BRANDENBURG Frankfurt (Oder), Potsdam, Berlin. |
|                                                 | Bonn               | Gedenkplatte vor dem Hochkreuz im Ehrenhain des Nordfriedhofs an der Kölnstraße:                                                                                       |           | „Den Toten der ostdeutschen Heimat“ |
| 0                                               | Borchen            | Erinnerungsstätte im Rathaus, Wappen von Westpreußen, Schlesien, Ostpreußen, Pommern, Sudetenland, Danzig, Oberschlesien                                               | 1989      | |
| 0                                               | Borgholzhausen     | Gedenkstein unterhalb der Burg Ravensberg |           | „Wanderer denke daran, auch das Land jenseits von Oder und Neiße ist deutsche Heimat.“ |
| 0                                               | Borken             | Bronzerelief im Foyer des Kreishauses: Charta der deutschen Heimatvertriebenen, Karte und Wappen der Ostgebiete des Deutschen Reiches                                  | 1988      | |
| 0                                               | Bottrop            | Gedenktafel vor dem großen Sitzungssaal des Rathauses |           | „Sie gaben ihr Leben für Heimat und Vaterland. Den gefallenen, verschleppten, auf der Flucht umgekommenen Bürgern der Bergbau- und Industriestadt Gleiwitz, Oberschlesien, und ihres Landkreises. 1250 nach deutschem Recht gegründet. Seit 1945 unter fremder Herrschaft. Gewidmet in brüderlicher Verbundenheit von der Patenstadt Bottrop.“ |
| 0                                               | Bottrop            | Gedenkplatte am Kriegerdenkmal in Kirchhellen |           | |
|                                                 | Brakel             | Gedenkstätte auf dem Friedhof, Kreuz und Steine | 1954      | „Fern doch treu.“ – „Der ostdeutschen Heimat.“ – „Sudetenland.“ – „Unseren Toten und Vermißten.“ – „Baltikum in Treue fest.“ – Oberschlesien, Pommern, Ostpreußen, Danzig, Niederschlesien, Ost-Brandenburg, Westpreußen, Wartheland. |
|                                                 | Büren              | Soldatenfriedhof Böddeken: 4 Stelen für NS-Opfergruppen (Josef Rikus)                                                                                                  | 1978      | „Unseren Toten im Osten.“ |
|                                                 | Büren              | Erinnerungsstätte im Rathaus: Wappen der Ostprovinzen | 1989      | |
|                                                 | Büren              | Eingang zum Ehrenfriedhof von Böddeken |           | „Ehrenfriedhof. Hier ruhen 463 überwiegend in den letzten Tagen des II. Weltkrieges gefallene und getötete Soldaten und Zivilisten. Auf dem Friedhof befindet sich eine Gedenkstätte für die Opfer der Gewaltherrschaft des Nationalsozialismus. Sie erinnert an unsere ermordeten jüdischen Mitbürger, an die Toten des Konzentrationslagers Niederhagen/Wewelsburg, an die Toten des Bombenkrieges, der Flucht und der Vertreibung, an alle Menschen die dem Terror zum Opfer fielen, sie mahnt die Lebenden. Wir nennen diesen Ort Tal des Friedens, Kreis Paderborn.“ – „Gedenkt unserer Toten im Osten.“ |
| Gedenkstätte des Deutschen Ostens, Schloss Burg | Burg an der Wupper | Schloss Burg, Gedenkstätte des Deutschen Ostens, Bronzetafel am Eingang                                                                                                | 1951      | „Der Schloßbauverein widmet den Batterieturm von Schloß Burg eine Gedenkstätte des deutschen Ostens. Bundespräsident Prof. Theodor Heuss weihte sie am 21. Oktober 1951 ein. Die Regierung des Landes Nordrhein-Westfalen stiftete im Jahre 1956 die Glockenstube für die Silberglocke aus dem Königsberger Dom und zwei Glocken aus der Jakobuskirche zu Breslau und errichtete 1962 das Mahnmal der Vertreibung.“ |
| 0                                               | Burscheid          | Gedenktafel auf dem städtischen Friedhof | 1950      | „Den Toten der ostdeutschen Heimat.“ |
| 0                                               | Buschhoven         | Gedenkstein am Toniusplatz, Wappen von Schlesien | 1989      | „1946. Vertrieben aus Heinrichswalde, Kreis Frankenstein. Wir danken für die Aufnahme in den Gemeinden.“ Landkreis Frankenstein (Schlesien) |
| 0                                               | Castrop-Rauxel     | Gedenkstein Neurode | 1962      | |
| 0                                               | Coesfeld-Lette     | Heidefriedhof (Lette) |           | |
| 0                                               | Delbrück           | Erinnerungsstätte im Rathaus, Wappen von Ostpreußen, Oberschlesien, Westpreußen, Pommern, Schlesien, Danzig, Sudetenland                                               | 1989      | |
| 0                                               | Derschlag          | Theodor-Braeucker-Platz, Gedenkstein | 1982      | „1944 1945 1946 1947 Den Männern, Frauen und Kindern Ostdeutschlands zum Gedenken die unter Krieg, Flucht und Vertreibung gelitten und auf dem Weg in die Ungewißheit ihr Leben verloren haben.“ |
|                                                 | Detmold            | Platz vor dem Fürstlichen Residenzschloss Detmold, Glocke aus der Kreuzkirche in Sagan                                                                                 | 1965      | „Kreuzkirche Sagan 1846–1940, Patenstadt Detmold 23.5.1965.“ |
| 0                                               | Detmold            | Rosengarten an der Lemgoer Straße, Gedenkstein | 1987      | „Zur Erinnerung an Flucht und Vertreibung aus ostdeutscher Heimat.“ |
|                                                 | Dormagen           | Gedenkstein neben der Kirche in Gohr | 1966      | „Rohnstock Hausdorf Niederschlesien 1946–1966.“ Roztoka (Dobromierz), Dobromierz |
| 0                                               | Dorsten            | Eingang zum Rathaus in Hervest, Gedenkstein Patenschaft Rybnik | 1958      | „Fest wie Urgestein, soll deutsche Treue sein. Den aus der Stadt Rybnik, Oberschlesien stammenden Bewohnern, die in der Bundesrepublik leben von ihrer Patenstadt Dorsten gewidmet. 7.9.1958.“ |
| 0                                               | Dorsten            | Gedenktafel bei der Ehrenanlage für die Gefallenen am Westwall, gegenüber vom Krankenhaus                                                                              |           | „Den Kriegsopfern der Heimatvertriebenen.“ |
|                                                 | Dorsten            | Deutsch-polnische Dankestafel der vertriebenen Rybniker vor dem Rathaus                                                                                                | 2008      | „In dankbarer Erinnerung. Vor 50 Jahren hat die Stadt Dorsten die Patenschaft über die aus ihrer Heimat vertriebenen deutschen Rybniker übernommen und ihnen Zuflucht und eine neue Heimat gegeben. Dorsten, 13.06.2008, am Fest des Heiligen Antonius, dem Patron aller Rybniker.“ |
|                                                 | Dortmund           | Stadewäldchen |           | „Wir mahnen. Wir erinnern an das Schicksal der über 15 Millionen Flüchtlinge, Vertriebenen und Deportierten aus Schlesien, Ostbrandenburg, Pommern, Danzig, Ost- und Westpreußen, dem Sudetenland und den Siedlungsgebieten von Deutschen in Ost-, Mittel- und Südosteuropa, die nach 1945 hierher kamen. Mehr als 3 Millionen verloren dabei ihr Leben. Die Vertriebenenverbände. Verband der Heimkehrer.“ |
| 0                                               | Dülken             | Ostlandkreuz auf dem Friedhof | 1951/2005 | |
| 0                                               | Düren              | Gedenktafel im Foyer des Rathauses | 1998      | „Zur Erinnerung. Über 15 Mio. Deutsche wurden 1945/46 aus ihrer angestammten Heimat in Ost- und Westpreußen, Schlesien, Pommern, dem Sudetenland, Danzig und Ost-Brandenburg vertrieben. Über 3 Mio. kamen dadurch ums Leben. Viele dieser heimatlosen Menschen fanden hier in Düren, einer fast völlig zerstörten Stadt, in schwerster Zeit den Anfang zu neuem Leben. Anlässlich des 1250-jährigen Stadtbestehens danken die Vertriebenenverbände hierfür den Bürgern von Düren.“ |
| 0                                               | Düren              | Neuer Friedhof in der Friedensstraße, Gedenkstein der Landsmannschaften Westpreußen, Ostpreußen, Schlesien und Sudetenland                                             | 1978      | |
| 0                                               | Düsseldorf         | Rathaus Düsseldorf, Bronzetafel | 2004      | „Allen Flüchtlingen und Vertriebenen, die durch Gewalt aus ihrer Heimat in den deutschen Ostgebieten und Osteuropa vertrieben wurden und nach 1945 tatkräftig am Wiederaufbau Düsseldorfs mitwirkten. Zur Erinnerung an Deportation, Flucht und Vertreibung.“ |
| 0                                               | Düsseldorf         | Gedenkstein im Park von Schloss Garath | 1980      | „Der ostdeutschen Heimat. Die Vertriebenen.“ |
| 0                                               | Düsseldorf         | Danziger Straße in Richtung Flughafen Düsseldorf, Gedenkstein | 1964      | „Danzig, Danzig, Danzig.“ |
| Glockenspiel in Düsseldorf                      | Düsseldorf         | Glockenspiel am Gerhart-Hauptmann-Haus | 1981      | |
| 0                                               | Duisburg           | Gedenkstein an der Rathaus-Allee in Duisburg–Rumeln–Kaldenhausen | 1960      | „Den Opfern des geteilten Deutschlands.“ |
| 0                                               | Engelskirchen      | Gedenkkreuz auf dem Kommunalfriedhof in Ründeroth | 1981      | „Den Toten, die wir in der Heimat liessen. Die Heimatvertriebenen.“ |
| 0                                               | Ennepetal          | Gedenkstein mit Wappen von Brandenburg, Pommern, Westpreußen, Ostpreußen, Sudetenland, Schlesien, Siebenbürgen                                                         |           | „Vergeßt Eure Heimat nicht.“ |
| 0                                               | Erftstadt          | Gedenkstein an der ev. Kirche in Gymnich | 1984      | „Der Heimat stets verbunden. B.d.V.“ |
| 0                                               | Erftstadt          | Gedenkstein in Lechenich | 1983      | „Heimat, Deutschland – Europa, Ostpreußen, Westpreußen-Danzig, Pommern, Schlesien, Sudetenland, Berlin. Bund der Vertriebenen, Ortsverband Lechenich 1983.“ |
| 0                                               | Erndtebrück        | Gedenkstein in Röspe, Vertriebene im Kreis Wittgenstein | 1963      | „Zum Gedenken an unsere Ostdeutsche Heimat. Bund der Vertriebenen des Kreises Wittgenstein.“ |
| 0                                               | Erndtebrück        | Gedenktafel an der Grundschule | 1996      | „1946–1996. Von diesem Schulhof aus wurden im August/September 1946 die in großen Transporten aus Schlesien kommenden Vertriebenen im Gebiet des Amtes und der Gemeinde Erndtebrück verteilt. 1956 waren von den damals 3978 Einwohnern des Ortes 1077 Flüchtlinge und Vertriebene. Sie stammen aus den ehemals deutschen Ostgebieten: Ostpreußen, Danzig-Westpreußen, dem Wartheland, Ostbrandenburg, Pommern und Schlesien, aus dem Sudetenland und aus weiteren Ländern Ost- und Südosteuropas. Ihre Eingliederung gelang. Zur Erinnerung 50 Jahre nach Flucht und Vertreibung.“                           |
|                                                 | Eslohe (Sauerland) | Grünanlage beim Rathaus, Gedenkstein | 1981      | „Deutscher Osten, du Land unterm Kreuz.“ |
|                                                 | Espelkamp          | Grünstreifen auf der Breslauer Straße, beim Rathaus, Skulptur „Nach der Flucht“                                                                                        | 1966      | |
|                                                 | Espelkamp          | Breslauer Straße, Gedenkstein | 1995      | „Zur Erinnerung an das 50. Jahr nach der Vertreibung von 14 Millionen Deutschen aus ihrer angestammten Heimat 1995.“ – „Den Opfern des Zweiten Weltkrieges, den vom Totalitarismus Ermordeten, den zwei Millionen Toten der Vertreibung der Bevölkerung aus den deutschen Ostgebieten und den deutschen Siedlungsgebieten in Osteuropa zum Gedenken.“ – „Deutsche im Baltikum, in Russland, Polen, Rumänien, Ungarn, Jugoslavien.“ – „Brandenburg, Schlesien, Sudetenland.“ – „Ostpreußen, Westpreußen, Danzig, Pommern.“                                                                                     |
| 0                                               | Espelkamp          | Wilhelm-Kern-Platz, Kurenkahn | 1981      | Die Figuren symbolisieren Teile des deutschen Ostens: Rübezahl–Schlesien, Bergknappe–Oberschlesien, Fischerfrau–Pommern/Ostpreußen, Pelikan–Marienburg (Ordensburg), Münchhausen–Russlanddeutsche, Stinthengst–Masuren |
| 0                                               | Euskirchen         | Gedenktafel im Alten Rathaus, Karte mit Deutschland in den Grenzen von 1937                                                                                            | 2002      | „Pommern, Ostpreußen, Ostbrandenburg und Grenzmark Posen-Westpreußen, Schlesien.“ – „Heimat unvergessen 1302–1945–2002.“ |
| 0                                               | Euskirchen         | Gedenkstein neben der Totenhalle auf dem Zentralfriedhof | 1976      | „Zum Gedenken den Opfern der Flucht, Vertreibung und Verschleppung 1945.“ |
| 0                                               | Euskirchen         | Gedenkstein für Namslau, Kreisverwaltung | 1958      | „Namslau – Schlesien – unvergessen.“ |
| 0                                               | Frechen            | Gedenkkreuz und Steinplatte auf dem Friedhof bei St. Audomar | 1961      | „Unseren in der Heimat zurückgebliebenen Toten.“ |
| 0                                               | Gelsenkirchen      | Propsteikirche St. Augustinus, Gedenktafel Allenstein | 1992      | „Wir haben hier keine bleibende Statt ... Hebräer 13/14. Wir gedenken unserer Toten Allenstein–Ostpreußen.“ |
| 0                                               | Gelsenkirchen      | Musiktheater im Revier, Gedenktafel | 1990      | „Patenschaft Gelsenkirchen–Allenstein. Zur Erinnerung an das Landestheater „Der Treudank“ in Allenstein, erbaut 1925.“ |
| 0                                               | Gescher            | Stadtmitte, Frieterhofstraße | 1955      | „Denkt an den deutschen Osten.“ |
| 0                                               | Gescher            | Gedenktafel dreigeteiltes Deutschland, Wappen von Ostpreußen, Pommern und Schlesien                                                                                    | 1986      | „Den Opfern von Vertreibung und Teilung.“ |
|                                                 | Gevelsberg         | Grünanlage beim Rathaus, Gedenkstein mit Wappen von Ostpreußen, Danzig, Westpreußen, Pommern, Posen, Schlesien, Brandenburg und dem Sudetenland                        |           | „Denkt an den deutschen Osten.“ |
| 0                                               | Grevenbroich       | Gedenkstein im Stadtpark | 1962      | „Vergeßt unsere ostdeutsche Heimat nicht.“ |
|                                                 | Gütersloh          | Friedhof an der Bultmannstraße, weißes Marmorkreuz mit Dornenkrone der Sudetendeutschen                                                                                | 1951      | |
| 0                                               | Gütersloh          | Rathausplatz an der Berliner Straße, Obelisk | 1989      | „Königsberg 1100 km, Danzig 970 km, Breslau 800 km, Stettin 600 km.“ |
| 0                                               | Gummersbach        | Westfriedhof an der Hülsenbuscher Straße, Gedenkkreuz | 1981      | |